# Baâlon
Baâlon ist eine französische Gemeinde mit 268 Einwohnern (Stand 1. Januar 2022) im Département Meuse in der Region Grand Est (bis 2015 Lothringen). Sie gehört zum Arrondissement Verdun und zum Gemeindeverband Pays de Stenay et Val Dunois.

## Geografie
Die Gemeinde Baâlon liegt zwischen den Tälern von Maas und Chiers, etwa 35 Kilometer südöstlich von Sedan und etwa 17 Kilometer südwestlich der Grenze zu Belgien.
Fast die gesamte Südhälfte des Gemeindegebietes ist von Wald bedeckt (Bois du Chênois als Teil des großen Forêt de Woëvre), ein weiteres Waldgebiet befindet sich im Norden (Bois de Malcuit), während östlich des Dorfkerns Acker- und Weideland vorherrscht. Durch die Gemeinde fließt der Ruisseau de Baalon, ein kleiner Bach, der im Bois du Chênois entspringt und nach wenigen hundert Metern wieder versickert. Er tritt zweieinhalb Kilometer nordwestlich, mitten im Dorf Baâlon, wieder zutage und fließt, mehrere Stauweiher speisend, in Brouennes in den Maas-Nebenfluss Chiers.
Nachbargemeinden von Baâlon sind Brouennes im Norden, Quincy-Landzécourt im Osten, Juvigny-sur-Loison im Südosten, Mouzay im Süden sowie Stenay im Westen.

## Geschichte
Im 19. Jahrhundert fand man nahe Baâlon Artefakte aus gallo-römischer Zeit. Keramiken, eine Bronzestatue sowie Reste von Häusern, Werkstätten und Straßen deuten auf ein römisches Lager, das hier etwa im 3. Jahrhundert bestand.
An der Kirche erinnert eine Grabplatte an die aus Schottland stammende Familie Maclot. Ferry Maclot, der letzte der Herren von Baâlon, starb 1638.
Im 19. Jahrhundert waren die Einwohner hauptsächlich in der Landwirtschaft beschäftigt, darüber hinaus gab es Gerber, Abdecker, Schuster, Holzfäller und Weber sowie einen Müller. Viele Frauen waren Stickerinnen wie in den benachbarten Orten Stenay und Mouzay. Zwischen 1861 und 1891 wurde im Dorf eine Brauerei betrieben. Für den Weinbau waren Böden und Gelände um Baâlon – anders als im nahen Maastal – nicht geeignet.

## Bevölkerung
| Jahr                       | 1962 | 1968 | 1975 | 1982 | 1990 | 1999 | 2006 | 2013 | 2021 |
| Einwohner                  | 204  | 272  | 282  | 286  | 287  | 267  | 268  | 300  | 276  |
| Quellen: Cassini und INSEE |      |      |      |      |      |      |      |      |      |

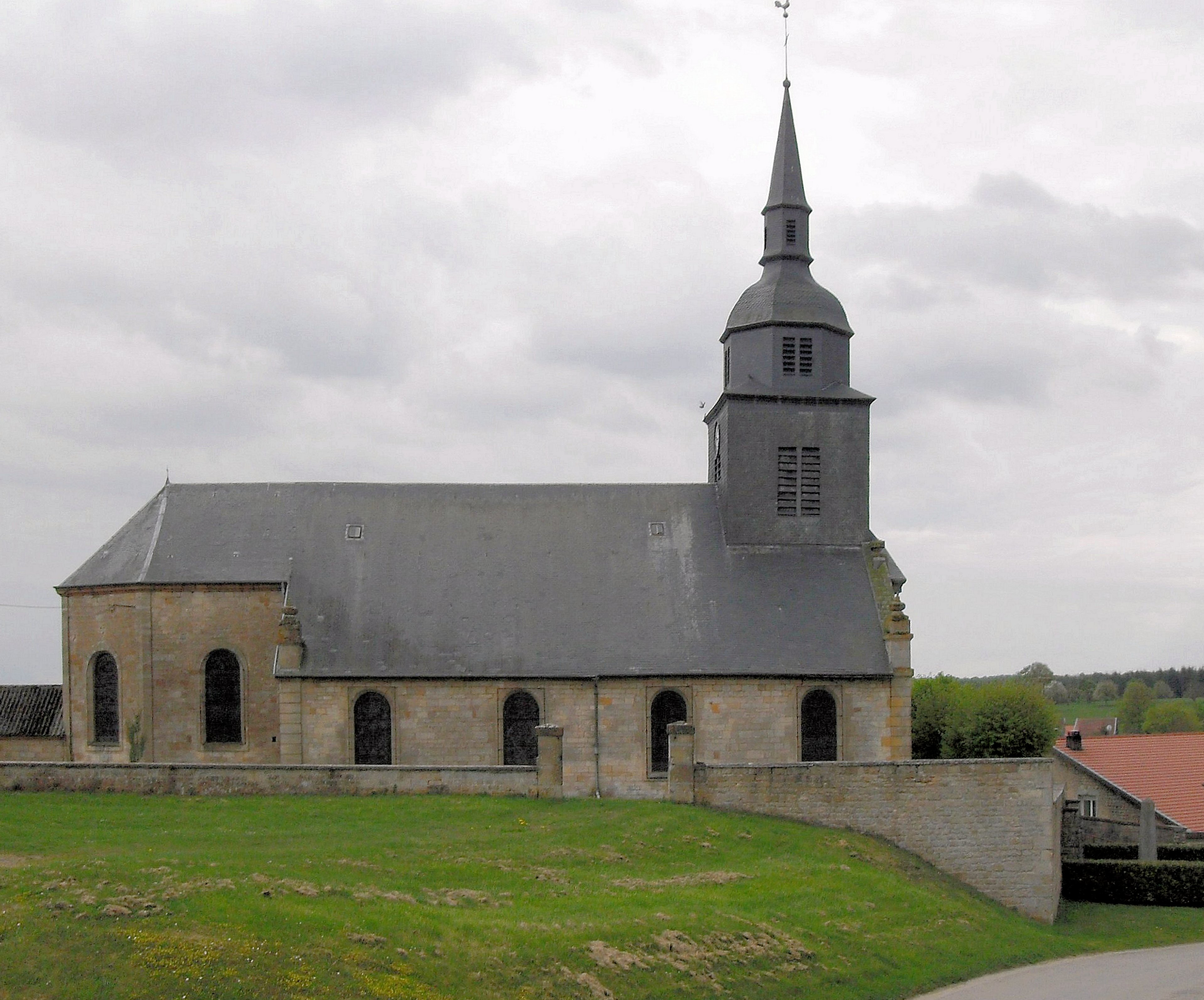
Kirche St. Blasius

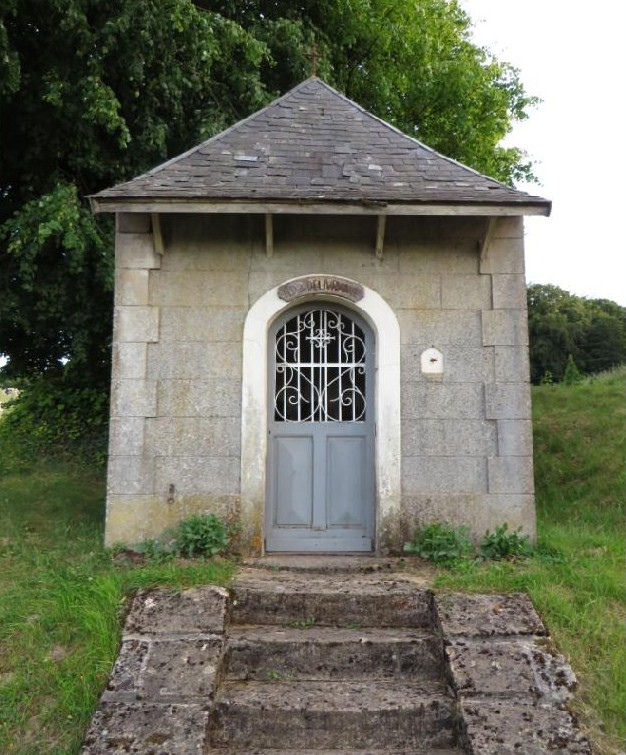
Kapelle Notre-Dame-de-la-Délivrance

Die Bevölkerungszahl von Baâlon ist seit Ende der 1960er Jahre annähernd konstant geblieben. Um der Abwanderung aus dem ländlichen Raum entgegenzuwirken, wurden in der Gemeinde in den letzten Jahren nachhaltige Projekte verwirklicht. So wurde unter anderem in den kommunalen Wohnungsbau investiert, ein Spielplatz und ein Obstgarten angelegt und ein Partyraum renoviert. Im Jahr 1841 wurde mit 778 Bewohnern die bisher höchste Einwohnerzahl ermittelt. Die Zahlen basieren auf den Daten von cassini.ehess und INSEE.

## Sehenswürdigkeiten
In der Kirche St. Blasius (Saint-Blaise) aus dem 18. Jahrhundert befinden sich ein schmiedeeiserner Bogen, der den Chor vom Kirchenschiff trennt und ein Triptychon mit Passion, Kreuzigung und Auferstehung Christi.

## Wirtschaft und Infrastruktur
In der Gemeinde sind 13 Landwirtschaftsbetriebe ansässig (Getreide- und Obstanbau, Milchwirtschaft, Rinderzucht). Viele Bewohner pendeln nach Stenay oder in das nahe Dreiländereck Frankreich-Belgien-Luxemburg. Bis 2004 war Baâlon Grundschulstandort.
Durch Baâlon führt die Fernstraße vom belgischen Arlon über Stenay nach Reims. Weitere Straßen verbinden Baâlon mit den Nachbargemeinden Brouennes, Quincy-Landzécourt und Mouzay.

## Belege
1. ↑  Baâlon auf cassini.ehess
2. ↑  Baâlon auf INSEE
3. ↑  Landwirtschaftsbetriebe auf annuaire-mairie.fr (französisch)